# Venkatesan Ashok
Venkatesan Ashok es un diplomático indio.
- En 1982 entró al Indian Foreign Service.
- Fue empleado en Hong Kong, Kuala Lumpur Pekín y Colombo.
- De 1995 a 1998 fue director del Departamento de Energía nuclear en el Ministerio de Asuntos Exteriores (India).
- De 1998 a 2002 fue gobernador de la India Suplente y representante Permanente Suplente ante el Organismo Internacional de Energía Atómica, Viena.
- De 2002 a marzo de 2008 fue jefe de la División de Europa Central en el Ministerio de Asuntos Exteriores (India).
- De marzo de 2008 a junio de 2011 fue Embajador en Harare (Zimbabue).[1]
- De agosto de 2011 a septiembre de 2014 fue embajador en Praga (República Checa)[2]